# Робинсон, Джин Эция
Джин Эция Робинсон (англ. Gene E. (Ezia) Robinson; род. 9 января 1955, Буффало, Нью-Йорк) — американский энтомолог, апиолог. Доктор философии (1986), профессор Иллинойсского университета в Урбане-Шампейне, где трудится с 1989 года, член Национальных Академии наук (2005) и Медицинской академии (2018) США, Американского философского общества (2021). Лауреат премии Вольфа по сельскому хозяйству (2018).
Директор Carl R. Woese Institute for Genomic Biology.

## Биография
Увлечение пчёлами появилось у него, выросшего в городе, во время поездки в Израиль для работы в кибуце — в 18-летнем возрасте, и определило его выбор жизненного пути.
Окончил Корнеллский университет (бакалавр биологии (по др. ист. — наук о жизни), 1977; магистр энтомологии, 1982) и в 1986 году там же получил степень доктора философии по энтомологии.
Прежде чем заняться апиологией, он после окончания университета отработал в отрасли пчеловодства.
Являлся постдоком в Университете штата Огайо, где провёл три года.
С 1989 года преподаватель Иллинойсского университета в Урбане-Шампейне, с 2003 года именной профессор. С 2012 года директор одного из институтов. Также занимал ряд других должностей.
Член Центра перспективных исследований и университетский исследователь Иллинойсского университета.
Редактор Annual Review of Entomology, член редколлегий PNAS, Journal of Insect Physiology, Journal of Insect Biology, Genes, Brain, and Behavior, Journal of Experimental Zoology.
Член Американской академии искусств и наук (2004), Американской ассоциации содействия развитию науки и феллоу Энтомологического общества Америки (2009), а также Animal Behavior Society. Член Совета НАН США (по 2025).
Стипендиат Фулбрайта и Гуггенхайма, отмечен NIH Director's Pioneer Award (2009), Founders Memorial Award Энтомологического общества Америки и Burroughs Wellcome Innovation Award in Functional Genomics.
Почётный доктор Еврейского университета в Иерусалиме (2015).
Автор более 250 публикаций, в том числе 26 в журналах «Science» и «Nature». Выступал на страницах «New York Times».
Женат, трое детей.